# Клеймо

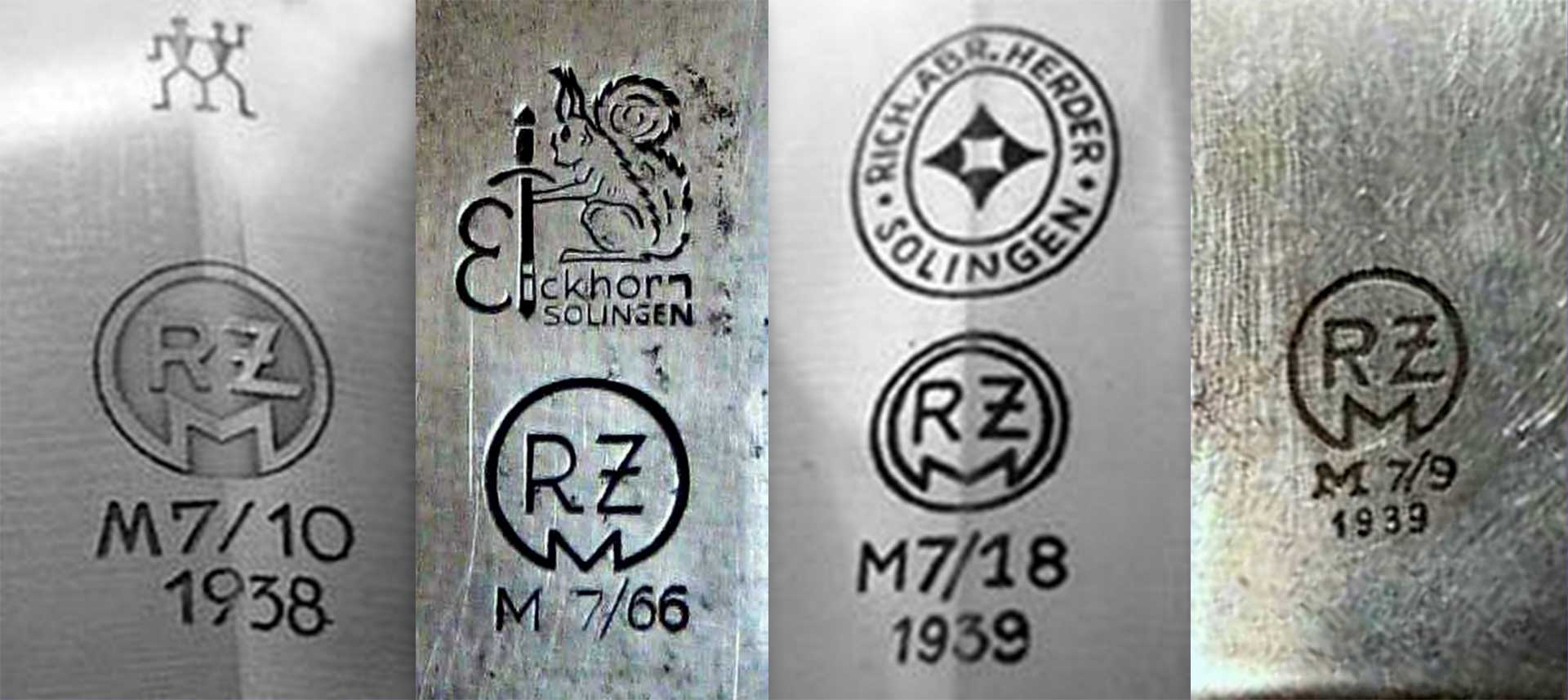
Клеймо на холодній зброї нацистської Німеччини

Клеймо́, тавро́ — графічне зображення, особливий знак, що наноситься на виріб, тварину, товар з метою його ідентифікації та вказує на сорт виробу, назву підприємства, яке виготовило товар, і т. ін. Також тавро (клеймо) може слугувати знаком якості.

## Термін

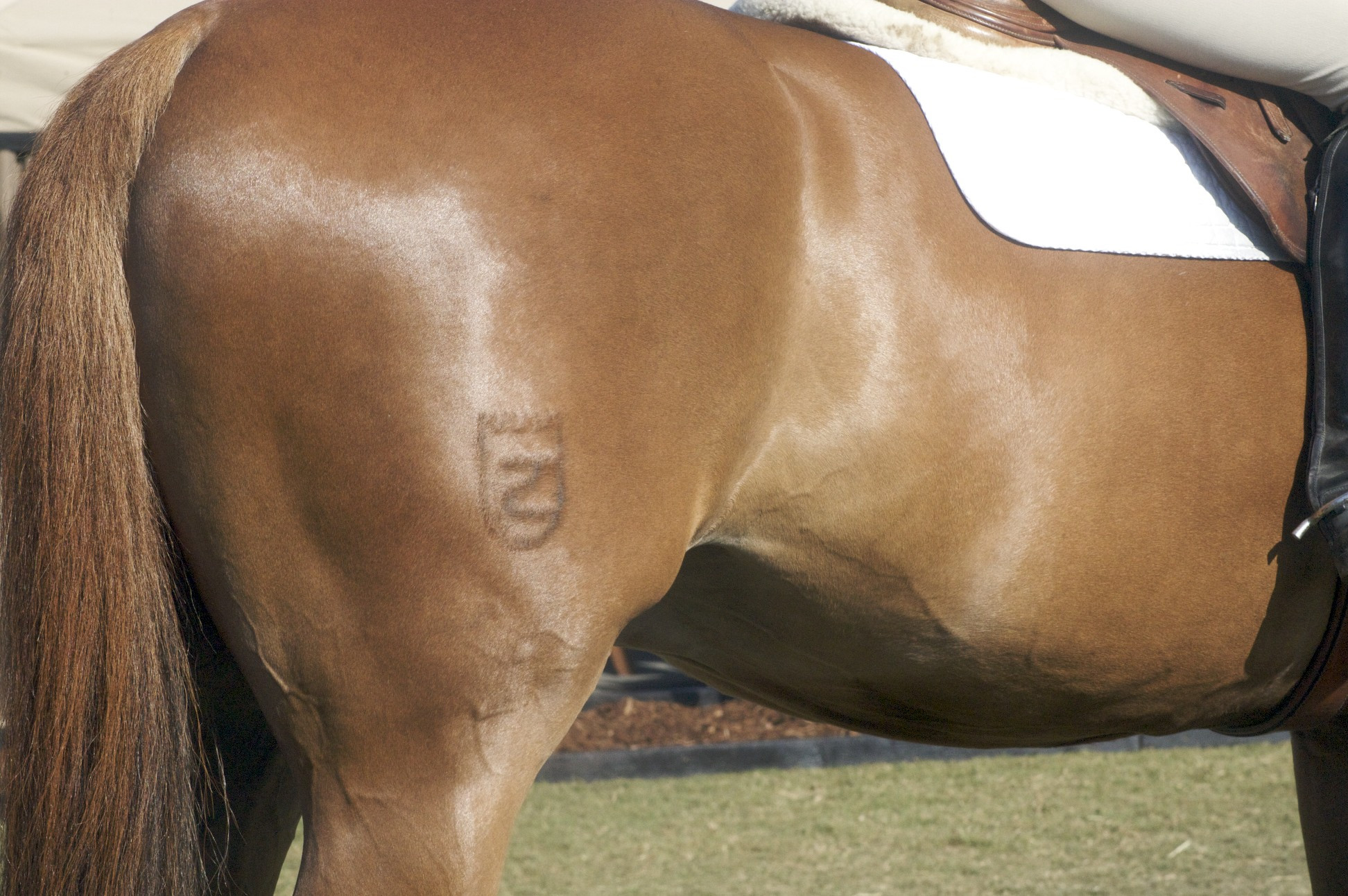
Тавро на коні

Клеймо (походження слова неясне, можливо з сер.-ниж.-нім. kleinôe < kleinôde — «коштовність, родовий герб», пор. клейнод) — вужчий термін, означає «мітка на виробі, товарі», а також інструмент для його проставлення.
Тавро (з ранішого *товро, що походить від тюрк. tuğra — «тугра») — ширший термін, означає як «мітка на виробі, товарі» і «інструмент для проставлення мітки», так і «мітка на свійських тваринах, невільниках, злочинцях», а також «ознака чогось ганебного».

## Нанесення
Тавро (клеймо) може наноситися різними способами:
- Ударний — переважно на виробах із металу, наноситься інструментом з більш твердих металів;
- Випалювання — на тваринах, упаковках, наноситься сильно нагрітим предметом;
- Перенесення фарбувальної речовини — на товарах, тваринах.

## Види
Маркування виробів
Клеймо, тавро — знак, що засвідчує якість виробу.
Метрологія
Повірочне тавро, клеймо — знак встановленої форми, що його наносять на засоби вимірювальної техніки, які визнані придатними для застосування в результаті їх повірки.
Примітка. За потреби повірочне тавро наносять на документ, який підтверджує повірку.
Гончарні тавра
Тавра — знаки власності на дні давнього посуду в формі кола, порожнього або з вписаним хрестом, зіркою, квадратом або свастикою, тризубів, двозубів тощо. Гончарі вирізьблювали ті знаки на маленьких дерев'яних кружалах, на яких формовали посуд на гончарському крузі, і вони відтискувалися пластично на дні посудини.

### Таврування живих істот
Тавро — мітка, яку роблять на шкірі, рогах чи копитах свійських тварин, зазвичай випалюванням або фарбуванням. Історично таврування використовувалося і щодо людей: невільників і злочинців.

## Галерея

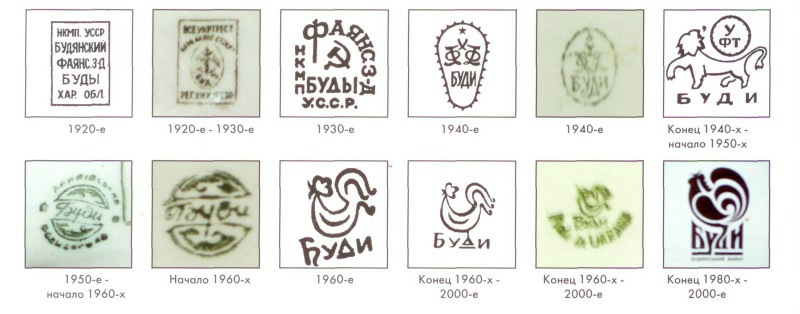
Зміни товарного знаку ліквідованого керамічного заводу Буди, Харків.
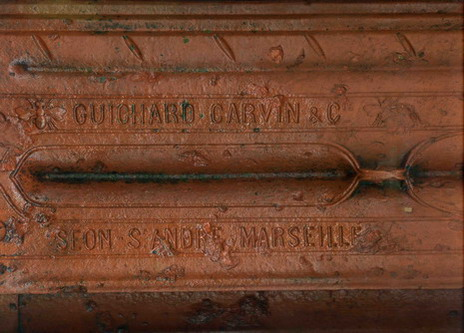
Черепиця поч. 20 ст. тавро Guichard Carvin & C Seon S Andre Marseille, знайдена в Маріуполі.
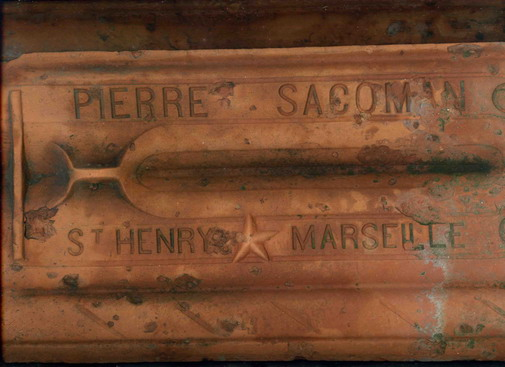
Черепиця марселька, знайдена в Маріуполі, початок 20 ст. Черепиця з французьким клеймом
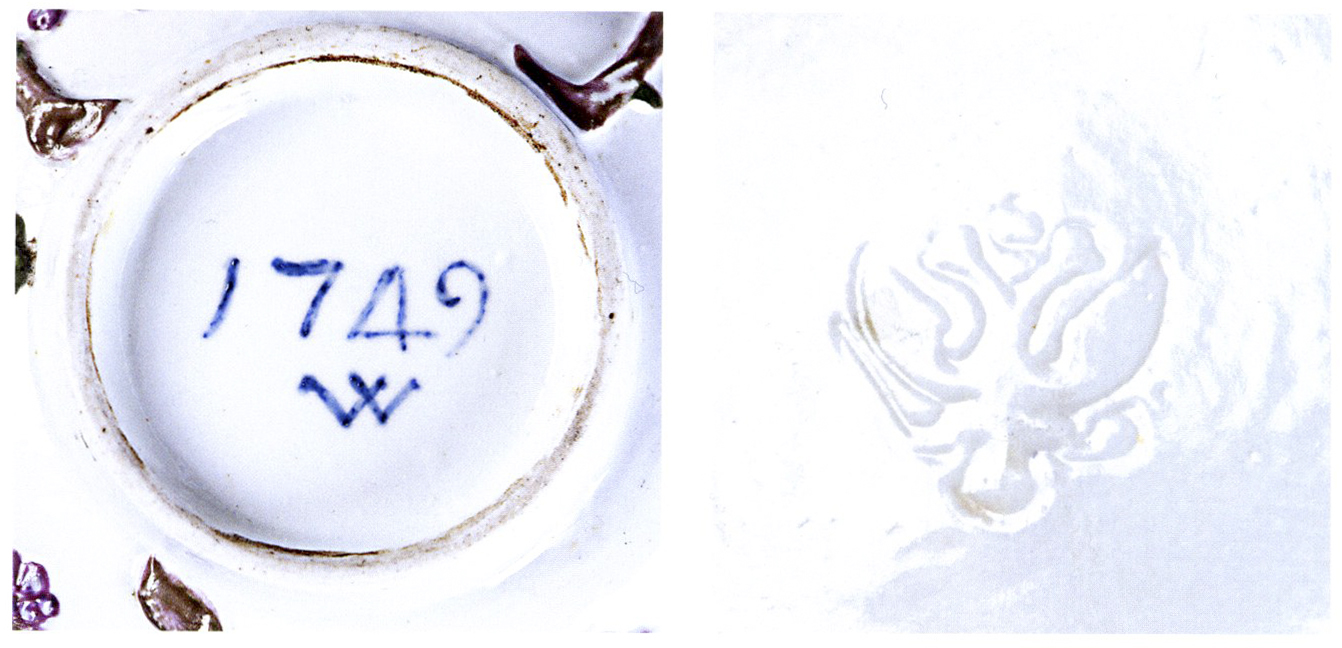
Клеймо на порцеляні майстра Виноградова, 18 ст.
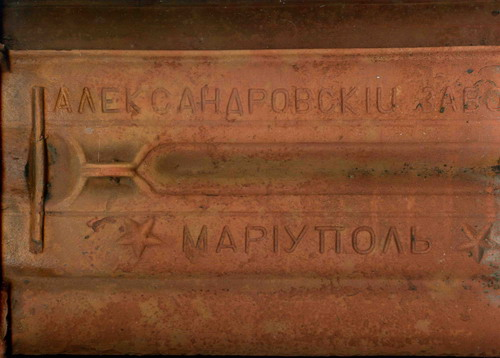
Маріуполь. Олександрівський керамічний завод. Виріб за штампом початку 20 ст., російськомовне клеймо.
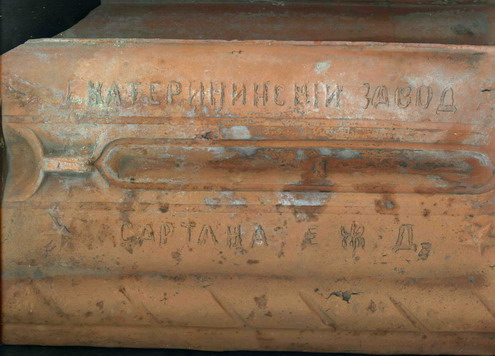
Катерининський керамічний завод, Сартана. Початок 20 ст.